# Řadič přerušení
Programovatelný řadič přerušení (zkratka PIC, anglicky Programmable Interrupt Controller) je obvod v počítačích, který umožňuje vyřizovat přicházející přerušení podle jejich nastavené priority. Priorita může být pevná, rotující nebo kaskádovitá. Některé PIC dovolují kaskádovité propojení (v IBM PC AT je takto připojen druhý PIC na vstup 9 prvního PIC, čímž je zajištěna zpětná kompatibilita s IBM PC XT a zároveň zvýšen počet možných přerušení na dvojnásobek).